# Моренс (Верхняя Гаронна)
Море́нс (фр. и окс. Maurens) — коммуна во Франции, находится в регионе Юг — Пиренеи. Департамент — Верхняя Гаронна. Входит в состав кантона Ревель. Округ коммуны — Тулуза.
Код INSEE коммуны — 31329.

## География

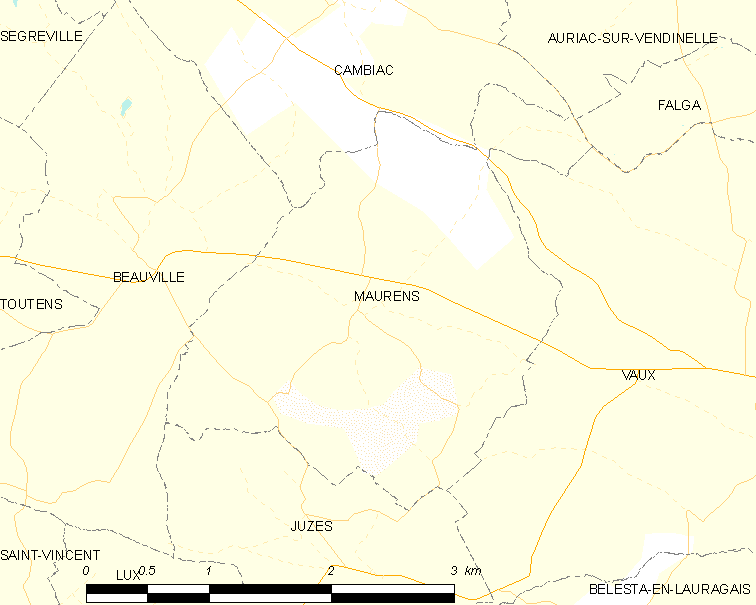
Карта коммуны

Коммуна расположена приблизительно в 600 км к югу от Парижа, в 33 км к юго-востоку от Тулузы.

## Климат
Климат умеренно-океанический. Зима мягкая и снежная, весна характеризуется сильными дождями и грозами, лето сухое и жаркое, осень солнечная. Преобладают сильные юго-восточные и северо-западные ветры.

## Население
Население коммуны на 2010 год составляло 203 человека.
| 1962 | 1968 | 1975 | 1982 | 1990 | 1999 | 2010 |
| ---- | ---- | ---- | ---- | ---- | ---- | ---- |
| 152  | 139  | 122  | 118  | 143  | 169  | 203  |

## Экономика
В 2010 году среди 134 человек трудоспособного возраста (15—64 лет) 111 были экономически активными, 23 — неактивными (показатель активности — 82,8 %, в 1999 году было 74,0 %). Из 111 активных жителей работали 105 человек (59 мужчин и 46 женщин), безработных было 6 (3 мужчин и 3 женщины). Среди 23 неактивных 9 человек были учениками или студентами, 7 — пенсионерами, 7 были неактивными по другим причинам.

## Достопримечательности
- Церковь Нотр-Дам (XVI век). Исторический памятник с 1979 года[4]